# Mara Hüsemann
Mara Antônia Hüsemann Gonzalez, mais conhecida como Mara Hüsemann, é uma atriz e pintora brasileira.
Era casada com o ator Serafim Gonzalez desde 1955.
Mara Hüsemann era também modelo, conheceu Serafim através de seu busto esculpido por outro escultor famoso.

## Filmografia
- Amor Estranho Amor (1982)
- Convite ao Prazer (1980)
- O Inseto do Amor (1980)
- O Prisioneiro do Sexo (1978)